# Ronny Nikol
Ronny Nikol (* 11. Juli 1974 in Ost-Berlin) ist ein ehemaliger deutscher Fußballspieler.

## Laufbahn
Ronny Nikol, der ursprünglich Leichtathlet bei Dynamo Adlershof  werden wollte, begann erst mit 16 Jahren bei Elektroapparatewerk Treptow mit dem Fußballspiel. Von dort wechselte er zum FC Berlin, mit dem er 1994 in die Regionalliga Nordost aufstieg. Dort wurde der 1. FC Nürnberg auf ihn aufmerksam und holte ihn zur Saison 1995/96 in die 2. Bundesliga. Beim krisengeschüttelten Altmeister konnte er sich zunächst nicht durchsetzen und kam erst kurz vor Saisonende regelmäßig zum Einsatz. Den Abstieg in die Regionalliga konnte jedoch auch er nicht verhindern. In der Regionalliga spielte er dann keine Rolle und kam nur zu einem einzigen Einsatz.
Er wechselte daraufhin 1997 zum 1. FC Union Berlin. Beim 1. FC Union Berlin erarbeitete er sich in sechs Jahren schnell einen hohen Stellenwert auf der linken Seite, sowohl in der Abwehr als auch im Mittelfeld. Auch nach seinem Abgang 2003 ist er dort in guter Erinnerung und landete im Dezember 2006 bei der Wahl des wertvollsten Spielern des 1. FC Union aller Zeiten auf dem neunten Platz. 2001 konnte er mit Union zunächst den sensationellen Einzug in das Finale des DFB-Pokals feiern und sich im selben Jahr über den Aufstieg in die 2. Bundesliga freuen. Dies bedeutete auch für ihn persönlich nach über fünf Jahren die Rückkehr in die 2. Liga. Und im zweiten Anlauf konnte er sich etablieren. Er absolvierte alle 34 Spiele, verpasste lediglich zwei Minuten durch eine Auswechslung am 1. Spieltag und trug so in besonderem Maße zum Klassenerhalt der Berliner bei. Auch in der folgenden Saison 2002/03 gehörte er zu den absoluten Führungsspielern. Als Union in finanzielle Nöte geriet, war er der erste Spieler, der einem fünfprozentigen Gehaltsverzicht zustimmte. Doch trotz des erneuten Klassenerhaltes entschied sich Nikol, innerhalb der Liga zu Energie Cottbus zu wechseln. Beim Bundesligaabsteiger erhoffte er sich, um den Aufstieg mitzuspielen.
Auch in seiner ersten Saison beim FC Energie Cottbus gehörte er zur Stammelf. Während der Saison 2004/05 kam es dann zu Problemen. Er verlor zunächst seinen Stammplatz und erschien dann im Dezember unter starkem Alkohol-Einfluss zu einem Training. Daraufhin suspendierte ihn Trainer Petrik Sander vom Training. Nikol kam nicht mehr für die Lausitzer zum Einsatz. Zum 15. Februar 2005 wurde sein Vertrag vorzeitig aufgelöst.
Rot-Weiss Essen nutzte die Chance und verpflichtete den vertragslosen Nikol zur Saison 2005/06. Essen spielte zwar nur in der Regionalliga Nord, war jedoch Aufstiegsfavorit. So hatte Nikol die Chance auf eine baldige Rückkehr in die 2. Liga. Bis zum 28. Spieltag trug er als Stammspieler dazu einiges bei, fiel dann im Saisonfinale jedoch durch eine Verletzung aus. Doch auch so gelang Essen der Aufstieg in die 2. Bundesliga. 
Insgesamt bestritt er bislang 121 Spiele in der 2. Liga und erzielte dabei zwei Tore.
Zur Saison 2007/08 wechselte Nikol zum Regionalligisten Dynamo Dresden. Dort absolvierte er in den folgenden drei Jahren insgesamt 83 Ligaspiele, in denen er ein Tor erzielte, bevor er zur Saison 2010/11 zum Ligakonkurrenten FC Carl Zeiss Jena wechselte. Nach nur einer Saison verließ er Jena wieder und unterschrieb im Sommer 2011 in seiner Heimatstadt beim Berliner AK 07 einen Einjahresvertrag. 2012 schloss er sich dem Berliner Meister und Oberliga-Aufsteiger VSG Altglienicke an. 2013 ging er zum brandenburgischen Landesligisten MSV 19 Rüdersdorf.